# John Heywood
Pour les articles homonymes, voir John Heywood (homonymie).
 (décembre 2018).
Si vous disposez d'ouvrages ou d'articles de référence ou si vous connaissez des sites web de qualité traitant du thème abordé ici, merci de compléter l'article en donnant les références utiles à sa vérifiabilité et en les liant à la section « Notes et références ».
John Heywood (1497-1580) est un écrivain anglais connu pour ses pièces, poèmes, et ses recueils de proverbes.  Il est né près de Londres, mais est arrivé en Europe pour échapper aux persécutions religieuses en raison de ses opinions catholiques. On pense qu'il est mort à Malines en Belgique). Son fils est le poète et traducteur Jasper Heywood.

## Publications

### Pièces
- The Merry Play between Johan the Husband, Tyb his Wife, and Sir John the Priest
- The Mery Play between the Pardoner and the Frere, the Curate and Neybour Pratte (avant 1533)
- The Play called the foure PP; a newe and a very mery interlude of a palmer, a pardoner, a potycary, a pedler (c.1530)
- The Play of the Wether, a new and mery interlude of all maner of Wethers (1533)
- The Play of Love (1533)
- The Dialogue of Wit and Folly

### Poèmes
- The Spider and the Flie (1556)

### Recueils
- Proverbs (c.1538)
- The Proverbs of John Heywood (1546)

## Épigrammes célèbres
- Haste maketh waste. (1546)
- When the sun shineth, make hay. (1546)
- Look ere ye leap. (1546)
- Two heads are better than one. (1546)
- Love me, love my dog. (1546)
- Beggars should be no choosers. (1546)
- All is well that ends well. (1546)
- The fat is in the fire. (1546)
- I know on which side my bread is buttered. (1546)
- One good turn asketh another. (1546)
- A penny for your thought. (1546)
- Rome was not built in one day. (1546)
- Better late than never. (1546)
- An ill wind that bloweth no man to good. (1546)
- The more the merrier. (1546)
- You cannot see the wood for the trees. (1546)
- This hitteth the nail on the head. (1546)